# Citizen Shane
Citizen Shane è un film pornografico del 1994, diretto da Marc Dorcel. Si tratta di una parodia in chiave hardcore del film Citizen Kane (Quarto potere) del 1941.

## Trama
Il film racconta attraverso la voce fuori campo della protagonista, una giornalista investigativa, le indagini e la raccolta di informazioni circa la morte in circostanze sospette di un eccentrico miliardario.

## Premi
- 1995: Hot d'Or per il miglior film porno europeo[1]
- 1995: Hot d'Or per il miglior regista europeo a Marc Dorcel[1]